# Graf DK 31
Graf DK 31 is een graf uit de Vallei der Koningen. Het graf werd ontdekt door Giovanni Battista Belzoni in oktober 1817. Het in onduidelijk waartoe de tombe diende of voor wie ze werd gebouwd. Het graf is met puin gevuld.